# Dinuba
Dinuba é uma cidade localizada no estado americano da Califórnia, no Condado de Tulare. Foi incorporada em 6 de janeiro de 1906.

## Geografia
De acordo com o United States Census Bureau, a cidade tem uma área de 16,8 km², onde todos os 16,8 km² estão cobertos por terra.

### Localidades na vizinhança
O diagrama seguinte representa as localidades num raio de 16 km ao redor de Dinuba. 

## Demografia
Segundo o censo nacional de 2010, a sua população é de 21 453 habitantes e sua densidade populacional é de 1 280,22 hab/km². Possui 5 868 residências, que resulta em uma densidade de 350,18 residências/km².